# Тесла Роудстър
Tesla Roadster е спортен електромобил, първият автомобил на калифорнийската фирма Tesla Motors. Неговите показатели за ускорение и ефективност надвишават съществено както показателите на други марки електрически автомобили, така и тези на колите, работещи с двигател с вътрешно горене.
Според Американската агенция за опазване на околната среда (United States Environmental Protection Agency, U.S. EPA), Roadster може да измине 393 km с едно зареждане на неговите литиево-йонни акумулатори и да се ускори от 0 до 97 km/h за 3,7 или 3,9 s в зависимост от модела. Ефикасността на Roadster, изразена чрез разход на гориво, обявена към септември 2008 г., възлиза на 2,0 L/100 km. Колата използва енергия 13,5 kW·h/100 km (490 kJ/km), измерена чрез т. нар. анализ на жизнения цикъл (англ.: Life-cycle assessment), и има средна ефикасност от 88%. За да изрази ефикасността в пари, Tesla Motors обявява, че стойността на изразходваната енергия възлиза приблизително на US 1,4¢ за миля (под 1 цент за километър).
Идеята за създаване на колата е на Роберт Еберхард (Robert Eberhard), който е изпълнителен директор на Tesla Motors. Компанията разработва автомобила в сътрудничество с английската фирма Lotus Cars.

## Хронология
- 19 юли 2006 г. – начало на проекта за производство и концепцията на колата [4]
- 23 юли 2007 г. – 560 клиента са заявили покупка на колата; всяка заявка струва 5000 $; така целта за запланувани 800 броя за производство през 2008 г. става все по-осъществима. [5]
- 24 септември 2007 г. – компанията „Tesla Motors“ съобщава за отлагане на срока за предлагането на първите единици за клиенти за началото на 2008 г. [6]
- 28 декември 2007 г. – първи обявления от компанията за проблемите с трансмисията – първите 1000 броя автомобили, които ще бъдат доставени, няма да отговарят на показателя за ускорение до 100 km (за 3,5 секунди от тестовете), а най-вероятно ще ускоряват за 7,5 до 8 секунди.

## Технически показатели
- батерията се състои от 6831 литиево-йонни клетки, с общ капацитет 53 kWh
- двигател – трифазен асинхронен с честотно управление с мощност 153 kW.
- ускорение от 0 до 100 km – 3,9 s за стандартния и 3,7 s за спортния модел
- пробег с едно зареждане – около 390 km
- живот на батерията – 5 години
- време за презареждане – 3,5 часа при използване на мощния захранващ кабел, осигуряващ заряден ток 70 A при напрежение 240 V

## Икономически показатели
- цена на километър пробег – 0,88 цента (в САЩ)
- основна цена (без екстри) – 109 000 $ за 2009 г.